# Giovanni Strada
Giovanni Strada (Imola, XIV secolo – 1427) è stato un vescovo cattolico italiano.

## Biografia
Giovanni Strada, o Strata, proveniva da un'illustre famiglia di Imola.
Il 15 febbraio 1406 divenne vescovo di Comacchio, carica che tenne fino al 27 aprile 1418, quando fu nominato vescovo di Forlì, scambiando la sede con Alberto Buoncristiani. Mantenne tale carica fino alla morte.

## La lapide in San Nicolò
Una lapide posta a suo ricordo nella Chiesa dei Santi Nicolò e Domenico di Imola recita: "D.O.M. / Joannes Strata Civis primarius Imolen. a / Sanctissimo Pontif. Gregorio XII. Episcopus / Foroliviensis creatus et a Nicolao Episcopo / Spoletano inter Sacri Ordinis Antistites / celebri pompa inauguratus, tanta modestia / Oves suas rexit, ut nulli nocuus esset: et dum / Christiana Respub. bellis fluctuaret, totam / Flaminiam provinciam in fide continuit": "A Dio Ottimo Massimo. Giovanni Strada primario Cittadino di Imola fu nominato vescovo di Forlì dal Santissimo Pontefice Gregorio XII e dal vescovo di Spoleto Nicola fra i maggiori rappresentanti del Sacro Ordine con una solenne cerimonia, governò le sue pecore con tanta mitezza da non recar danno ad alcuno: e mentre la Cristianità era scossa dalle guerre, mantenne nella fede l'intera provincia della Flaminia".
Gli si attribuisce quindi il merito di aver mantenuto nella fede tutta la Romagna ("Flaminia" nel testo) in un periodo di guerre in tutto il mondo cristiano.

## Genealogia episcopale
La genealogia episcopale è:
- Vescovo Nicola Viviani
- Vescovo Giovanni Strada